# 아발론 고등학교
아발론 고등학교(Avalon High School)는 미국 텍사스주의 아발론의 지역 사회에 위치한 공립 고등학교이며 UIL에 의해 1A 학교로 분류된다. 이곳은 엘리스군 남동쪽에 위치한 아발론 독립 교육구의 일부이다. 2015년에 이 학교는 텍사스 교육청으로부터 " Met Standard " 등급을 받았다.

## 체육
아발론 이글스는 배구, 크로스컨트리 농구, 육상, 야구 등 많은 스포츠에 참가한다. -